# 四方啓暉
四方 啓暉（しかた よしあき、1946年2月 - ）は、日本の教育者、実業家。大手前大学現代社会学部教授、ジェイアール東海ホテルズ元専務取締役、名古屋マリオットアソシアホテル元常務取締役総支配人、ザ・リッツ・カールトン大阪副総支配人。ホテル運営のプロフェッショナルとしてザ・リッツ・カールトン大阪の開業に携わるなど、ホスピタリティマネジメントの確立を図ったほか、教育者として後進の育成や指導に務める。

## 人物・経歴
1946年2月、兵庫県神戸市に生まれる。高校2年の時に深夜ラジオで聞いた話をきっかけにホテルマンになることを決める。
立教大学法学部に入学。当時日本でホテルに関する専門知識を学べる唯一の大学であったことが入学の理由だった。「ホテル観光講座」を受講し、ホテルの基礎や専門知識を身に着ける一方で、現場での経験も積むため帝国ホテルやホテルオークラでアルバイトを行う。さらに、幼少期にキリスト教の文化に触れていたこともあり、大学公認のYMCAクラブに入ってボランティア活動を行い、ホスピタリティの本質を学んだ。
1969年3月に大学卒業後、同年4月東洋ホテル（後のラマダホテル大阪）に入社する。1984年には大阪全日空ホテル・シェラトン（現・ANAクラウンプラザホテル大阪）で勤務する。
1990年、阪神電気鉄道による西梅田再開発プロジェクトのホテル新設事業であるザ・リッツ・カールトン大阪の担当責任者に就任すると、その後7年間に渡って、本部であるザ・リッツ・カールトン ホテルカンパニーとの交渉に尽力し、信頼関係構築と異文化理解と融合に務め、契約と事業計画の策定や人事などの主要業務に携わった。
1997年にザ・リッツ・カールトンの国内第一号となるザ・リッツ・カールトン大阪を開業させると、同ホテル副総支配人に就任する。ホスピタリティの哲学の浸透を図るため、従業員教育や運営体制の確立を担い、ホスピタリティの最高峰といわれる同ホテルの基盤を築いた。
2002年に名古屋マリオットアソシアホテル常務取締役総支配人に就任。
2006年には、ジェイアール東海ホテルズ専務取締役に就き、2008年からはアソシアホテルズの全6つのホテルの新規サービス体制の構築を行った。
2010年、大手前大学現代社会学部教授に就任。母校の立教大学の「ホスピタリティ・マネジメント講座」の講師も務め、ホスピタリティ産業での活躍を志す学生らの教育に尽力する。そのほか、「ホスピタリティ」をテーマとする講演も多数行っている。

## 主な著書
- 『リッツ・カールトンの究極のホスピタリティ』河出書房新社、2010年5月